# Valère Passelecq

Valère Passelecq, né à Ixelles le 22 mars 1919, décapité à Wolfenbüttel le 7 juin 1944 est un résistant belge et un militant wallon.
Membre actif du Cercle des étudiants wallons de l'ULB, il fait également partie de la Concentration wallonne et fait chaque année le pèlerinage annuel au monument de Plancenoit de l'aigle blessé (Waterloo).
Il fait la Campagne des 18 jours, refuse d'abandonner la lutte, passe en Angleterre où il acquiert le grade de lieutenant parachutiste. Il est alors parachuté en Belgique, le 28 février 1942, dans le cadre de la mission Incomparable avec son opérateur radio, René Copinne, Mission Mastiff. Le réseau est dénoncé par un traitre (Delmeir aka Le Clochard), ce qui conduira au démantèlement du réseau. Valère Passelecq et René Copinne sont arrêtés à la safe house de ce dernier, le 9 février 1942. Le lendemain, le Père Agnello qui couvrait les activités d'émissions clandestines de René Copinne est arrêté à son tour. 
Valère Passelecq rencontre Robert Thonon dont il partagera le combat puis la captivité et enfin la mort après avoir été condamné à cette peine par un tribunal allemand. Valère Passelecq avait en effet tenté une évasion, arrêté, il est condamné à mort et décapité au camp de Wolfenbüttel, le 7 juin 1944.
Le Cercle des étudiants wallons de l'ULB lui rendit régulièrement hommage au début du mois de juin chaque année en raison du courage et du patriotisme dont avaient fait preuve ces anciens du Cercle wallon de l'ULB.
Une plaque apposée à la façade de son domicile au no 71 de la Rue Mercelis à Ixelles rappelle l'essentiel de ces faits.